# 布格里尼夫卡
51°58′55″N 33°1′39″E / 51.98194°N 33.02750°E
布格里尼夫卡（烏克蘭語：Бугринівка），是烏克蘭的村落，位於該國北部切爾尼戈夫州，由諾夫哥羅德-謝韋爾斯基區負責管轄，面積1.5平方公里，海拔高度151米，2001年人口161，人口密度每平方公里107.33人。